# Humberto Cavalheiro
Humberto Richer Cavalheiro Ibarra (Tacuarembó, Uruguay; 1 de enero de 1960) es un preparador físico uruguayo. Obtuvo el Título Profesor de Educación Física en I.S.E.F. (Instituto Superior de Educación Física) en el año 1994, y en el mencionado instituto también logró el Título Entrenador de fútbol en el año 2001. Su primer trabajo fue en el año 2000 como preparador físico en Tacuarembó Fútbol Club bajo la dirección técnica de Ariel Krasouski.
Desde 1988 es docente en enseñanza media de secundaria, desde 2011 ejerce el cargo de director en secundaria (Liceo de San Gregorio de Polanco, Liceo N.º 2 y Liceo N.º 4 de Tacuarembó). También es docente de entrenamiento en el curso de Director Técnico impartido por OFI en Tacuarembó.

## Trayectoria
Además del fútbol uruguayo tuvo un paso por el fútbol de México, Honduras y Perú. En el año 2014 logró el título de Campeón Uruguayo de Segunda División con Tacuarembó Fútbol Club. 

## Clubes
| Club                      | Director Técnico | País     | Año         |
| ------------------------- | ---------------- | -------- | ----------- |
| Tacuarembó Fútbol Club    | Ariel Krasouski  | Uruguay  | 2000        |
| Cruz Azul Fútbol Club     | Jorge Aude       | México   | 2002        |
| Tacuarembó Fútbol Club    |                  | Uruguay  | 2003 - 2008 |
| Tacuarembó Fútbol Club    | Guillermo Almada | Uruguay  | 2009        |
| Deportes Savio            | Carlos Jurado    | Honduras | 2009        |
| FBC Melgar                | Carlos Manta     | Perú     | 2010        |
| Tacuarembó Fútbol Club    | Julio Acuña      | Uruguay  | 2011        |
| Tacuarembó Fútbol Club    | Gustavo Ferraz   | Uruguay  | 2012        |
| Tacuarembó Fútbol Club    | Jorge Castelli   | Uruguay  | 2014        |
| Club Atlético River Plate | Guillermo Almada | Uruguay  | 2014        |
| Tacuarembó Fútbol Club    | Jorge Castelli   | Uruguay  | 2015        |
| Danubio Fútbol Club       | Jorge Castelli   | Uruguay  | 2015        |
| Tacuarembó Fútbol Club    | Jorge Castelli   | Uruguay  | 2016        |
| Tacuarembó Fútbol Club    | Jorge Castelli   | Uruguay  | 2017        |
| Tacuarembó Fútbol Club    | Julio Brunell    | Uruguay  | 2019        |

## Palmarés

### Campeonatos
| Título           | Club                   | País    | Año  |
| ---------------- | ---------------------- | ------- | ---- |
| Segunda División | Tacuarembó Fútbol Club | Uruguay | 2014 |